# Кейт Міллетт
Кетрін Мюррей Міллетт (14 вересня 1934 — 6 вересня 2017) — американська теоретикиня фемінізму, письменниця, художниця, скульпторка, кінорежисерка, фотографка, викладачка. Одна з найвпливовіших представниць фемінізму другої хвилі. За словами журналістки Лізи Фезерстоун, зокрема завдяки зусиллям Міллетт стали можливими такі явища як «легальні аборти, значно більша професійна рівність між статями та сексуальна свобода». Концептуалізувала патріархат у книзі-бестселері «Сексуальна політика» (1970)

## Біографія та творчість
Кетрін Мюррей Міллетт народилася 14 вересня 1934 року в родині Джеймса Альберта та Гелен Міллетт у Сент-Полі, штат Міннесота.
У 1956 році Міллетт завершила з відзнакою Університет Міннесоти зі ступенем бакалавра мистецтв з англійської літератури. Стала першою американкою, яка отримала диплом з відзнакою першого класу з англійської літератури в коледжі Святої Гільди в Оксфорді 1958 року. У 1968 році вступила до аспірантури на програму англійської мови та порівняльного літературознавства в Колумбійському університеті, паралельно викладала англійську в Барнарді. У вересні 1969 року захистила дисертацію, а в 1970 році здобула докторський ступінь.
Після закінчення Оксфордського університету Кейт Міллетт розпочала художню кар'єру, періодично повертаючись до викладання. У 1961—1963 роках жила у Японії і вивчала скульптуру. Там познайомилася зі скульптором Фуміо Йошімурою й провела першу самостійну виставку в токійській галереї Мінамі. Повернувшись у США, викладала англійську й влаштовувала мистецькі виставки в Бернард-коледжі, де також виступала за модернізацію жіночої освіти. Згодом її роботи були представлені в галереї Джадсон у Ґрінвіч-Вілледж. У 1980 році Міллетт була однією з 10 художниць, запрошених на Great American Lesbian Art Show у Woman's Building у Лос-Анджелесі.
Із 1965 по 1985 роки Кейт Міллетт була одружена з Фуміо Йошімурою. У 1970-х вона виявила свою бісексуальність і незадовго до смерті взяла шлюб із фотожурналісткою Софі Кейр.
У 1973 році родина почала підозрювати у Кейт психічний розлад. Її сестра і мати двічі підписували документи, дозволяючи забрати її до психіатричного закладу, через що Міллетт розпочала судовий процес, який завдяки друзям виграла. Після цього їй справді діагностували клінічну депресію, що сильно вплинуло на репутацію.
Кейт Міллетт померла в Парижі 6 вересня 2017 року від зупинки серця за 8 днів до свого 83-го дня народження.

## Активізм
В період навчання в Колумбійському університеті та викладання в Барнард-коледжі Міллет обстоювала права студентства, емансипацію жінок та реформу абортів. 
Наприкінці 1960-х Кейт Міллетт, зацікавившись рухом за мир і рухом за громадянські права, стала активною учасницею Конгресу расової рівності (CORE). У 1980-х працювала у журналі On the Issues, де порушувала гострі соціальні питання, і продовжувала писати до початку 2000-х.
У 1966 році Міллетт стала членкинею комітету Національної жіночої організації, а згодом приєдналася до радикальних жіночих організацій.
Вона була однією з перших письменниць, які ґрунтовно проаналізували сучасну концепцію патріархату, головно у своїй книзі «Сексуальна політика» (1970), написаній на основі її докторської дисертації в Колумбійському університеті. Її біограф Гейл Грем Єйтс зазначив, що «Міллетт сформулювала теорію патріархату та концептуалізувала ґендерне та сексуальне пригнічення жінок у термінах, які вимагали революції статевих ролей із радикальними змінами моделей особистого та сімейного життя». Після того, як «Сексуальна політика» стала бестселером, Кейт Міллетт визнали представницею феміністичного руху.
Українською книгу «Сексуальна політика» переклали Уляна Потятиник та Петро Таращук, й у 1998 році її було видано у видавництві «Основи».